# Àtil·la
Àtil·la (en llatí Atilla) era una dama romana del segle i. Va ser la mare del poeta Lucà, i el seu propi fill la va acusar l'any 66 de participar en la conspiració contra Neró.
Àtil·la no va ser absolta però es va lliurar del càstig, segons explica Tàcit.